# Hublot
Hublot (Frans voor patrijspoort) is een Zwitserse horlogefabrikant in het luxesegment met het hoofdkantoor in Nyon. Het bedrijf maakt onderdeel uit van de Franse luxegoederengroep LVMH.

## Geschiedenis
De Italiaanse oprichter van het bedrijf, Carlo Crocco, begon in 1975 horloges in Italië te verkopen onder de merknaam Marie-Daniel-Montre (de naam van zijn vrouw). Deze horloges hadden al bepaalde gelijkenis met de latere Hublot-modellen en vormden de basis van de onderneming MD. Het merk Hublot werd in 1980 gelanceerd op de horlogebeurs in Basel. De horloges hadden rubberen banden en het instapmodel had een scharnierend deksel aan de wijzerplaatzijde in de vorm van een patrijspoort, verwijzend naar de merknaam.
In 2004 trad Jean-Claude Biver toe tot de onderneming als CEO en minderheidsaandeelhouder, en in 2005 werd de Big Bang-modellenreeks gepresenteerd. Hublot opende in februari 2007 zijn eerste boetiek in Parijs. De tweede boetiek werd in de zomer van 2007 geopend in Hôtel Byblos in Saint-Tropez . Sindsdien heeft Hublot wereldwijd meer dan 30 boetieks geopend.
In 2008 ontwikkelden Hublot en de skifabrikant Zai uit Graubünden voor het eerst een ski, waarbij het oppervlak van de ski bedekt was met het gevulkaniseerde natuurlijke rubber van de Hublot-polsbandjes. Er werden 111 exemplaren geproduceerd.
In april 2008 verwierf de luxegoederengroep LVMH het merk Hublot door aandelen te kopen van oprichter Carlo Crocco en gedelegeerd bestuurder Jean-Claude Biver en door de overname van een samenwerkend bedrijf dat eigendom was van Bivers. LVMH breidde daarmee zijn bestaande portfolio van horlogemerken, waartoe ook TAG Heuer behoort, uit.  
Als eerbetoon aan het Antikythera-mechanisme presenteerde Hublot een moderne replica van het mechanisme op de Belles Montres-beurs in Shanghai in oktober 2011. Later was deze te zien in het Musée des arts et métiers in Parijs.
In januari 2012 nam Ricardo Guadeloupe de functie van CEO over van Jean-Claude Biver.
In 2013 lanceerde Hublot de "Big Bang $5 Million" (ook bekend als "The Hublot"), het duurste polshorloge ter wereld.
Het aandeel van zelfgemaakte onderdelen voor de horloges werd en wordt continu vergroot.
Hublot was op het WK 2014 in Brazilië voor de tweede keer de officiële tijdwaarnemer. Het scheidsrechtersbord, waarmee de blessuretijd en spelersnummers bij wissel worden weergegeven, droeg tijdens het WK het merklogo van Hublot en was gebaseerd op het ontwerp van Hublot horloges. Hublot was ook de officiële partner en tijdwaarnemer op het Europees kampioenschap voetbal 2016. Op het WK 2018 in Rusland was Hublot opnieuw de officiële tijdwaarnemer van de FIFA en creëerde speciale smartwachtches voor de scheidsrechters en klanten in een gelimiteerde oplage.
In 2015 en 2016 stond Hublot op de 40e plaats van de meest waardevolle Zwitserse merken van Interbrand.